# Lodovico Gasparini
Lodovico Gasparini (Madrid, 1948) è un regista italiano, dedito soprattutto a serie e miniserie televisive, film per la televisione e fiction televisive.

## Carriera
Dopo la laurea in scienze politiche all'Università "La Sapienza" di Roma e un anno di studi di recitazione all'Accademia nazionale d'arte drammatica, nel 1972 inizia a lavorare come aiuto regista in una quindicina di film con Mario Monicelli (Vogliamo i colonnelli, Caro Michele), Steno (Febbre da cavallo), Liliana Cavani (La pelle) e Marco Ferreri (Storie di ordinaria follia). Lavora come aiuto regista fino al 1982, quando debutta come regista grazie all'interessamento del produttore Mauro Berardi: con questi gira No grazie, il caffè mi rende nervoso, interpretato da Lello Arena, Maddalena Crippa e Massimo Troisi.

## Filmografia

### Cinema
- No grazie, il caffè mi rende nervoso (1982)
- Italian Fast Food (1986)

### Televisione
- Oggi ho vinto anch'io – film TV (1990)
- Voglia di vivere – film TV (1990)
- I ragazzi del muretto – serie TV, 6 episodi (1993)
- La voce del cuore – miniserie TV (1995)
- Dritti all'inferno – film TV (1995)
- Il maresciallo Rocca – serie TV, episodio 1x06-1x07-1x08 (1996)
- Trenta righe per un delitto – miniserie TV (1997)
- Un prete tra noi – serie TV, 6 episodi (1999)
- Lourdes – miniserie TV (2000)
- La Sindone - 24 ore, 14 ostaggi – film TV (2001)
- La guerra è finita – miniserie TV  (2002)
- Soraya – miniserie TV (2003)
- Don Bosco – miniserie TV (2004)
- La signora delle camelie – miniserie TV (2005)
- Il padre delle spose – film TV (2006)
- Miacarabefana.it – film TV (2009)
- Don Matteo – serie TV, 8 episodi (2009)
- La leggenda del bandito e del campione – miniserie TV (2010)
- Sarò sempre tuo padre – miniserie TV (2011)
- Trilussa - Storia d'amore e di poesia – miniserie TV (2013)
- Luisa Spagnoli – miniserie TV (2016)
- Provaci ancora prof! – serie TV, 8 episodi (2017)
- L'Allieva 3 – serie TV, 8 episodi (2020)